# Fan Death
Fan Death — группа, выступающая в жанре итало-диско. Начала свой путь в Бруклине (Нью-Йорк) в 2007 году. Ныне базируется в  Ванкувере (Британская Колумбия).
В 2008 году Erol Alkan выпустил их дебютный сингл «Veronica's Veil» на своем лейбле Phantasy Sounds.

## Дискография
- Veronica's Veil (2008) - (Phantasy Sounds)
- Cannibal (2009) - (Big Love Records)
- A Coin for the Well (2010) - (Pharmacy Recordings)
- Womb of Dreams (2010) - (Last Gang Records)
- Awakenings (2012)